# Теплинский, Михаил Юрьевич
Михаил Юрьевич Теплинский (род. 9 января 1969, Моспино, Донецкая область) — российский военачальник. Командующий Воздушно-десантными войсками (с 2022). Герой Российской Федерации (1995). Генерал-полковник (2021). По состоянию на апрель 2023 года ─ заместитель командующего Объединённой группировкой российских войск на Украине, с 30 октября 2023 года ─ командующий группировкой войск «Днепр».
Из-за вторжения России на Украину находится под санкциями стран Евросоюза, Великобритании и других государств.

## Биография
Родился в январе 1969 года в посёлке Моспино, Донецкой области Украинской ССР. 
В 1987 году поступил и в 1991 году окончил Рязанское высшее воздушно-десантное командное училище имени Ленинского комсомола.
Служил в 106-й гвардейской воздушно-десантной дивизии, дислоцированной в городе-герое Туле. Командовал парашютно-десантными разведвзводом и разведротой 137-го гвардейского парашютно-десантного полка. В 1992—1993 годах принимал участие в приднестровской войне на стороне России. С декабря 1994 года по март 1995 года участвовал в боях Первой чеченской войны. Отличился в боях при форсировании реки Сунжи. За период боевых действий на личном боевом счету старшего лейтенанта Теплинского около 30 уничтоженных боевиков. За мужество и героизм, проявленные при выполнении специального задания, указом Президента Российской Федерации от 1 марта 1995 года старшему лейтенанту Теплинскому присвоено звание Героя Российской Федерации.
Ещё находясь в Чечне, получил повышение в звании и должности: он стал капитаном и начальником разведки парашютно-десантного полка.
В 1999 году окончил Общевойсковую академию Вооружённых Сил Российской Федерации.
С 1999 года командовал парашютно-десантным батальоном. Участник Второй чеченской войны. Переведён в 76-ю гвардейскую воздушно-десантную дивизию в г. Пскове, был начальником штаба и командиром 234-го гвардейского парашютно-десантного Черноморского полка. В октябре 2002 года назначен заместителем командира 76-й гвардейской воздушно-десантной дивизии, а с 2003 года стал начальником штаба данной дивизии. Гвардии полковник (2002).
В 2007 году окончил Военную академию Генерального штаба Вооруженных сил Российской Федерации.
В июне 2007 года назначен начальником 212-го гвардейского окружного учебного Венского центра имени Героя Советского Союза генерал-лейтенанта И. Н. Руссиянова (Сибирский военный округ, Читинская область). С июня 2009 года начальник штаба — 1-й заместитель командующего 20-й гвардейской общевойсковой армией Западного военного округа (п. Мулино Нижегородской области).
Гвардии генерал-майор (2012).
С 19 февраля 2013 года — командующий 36-й общевойсковой армией Восточного военного округа, генерал-лейтенант (13.12.2014).
В 2014 году, возможно, командовал операцией войск РФ под украинским Иловайском в ходе войны на Донбассе.
В мае 2015 года назначен на должность начальника штаба территориальных войск в Южном военном округе.
По данным Главного управления разведки Министерства обороны Украины, оказывал поддержку вооружённым силам самопровозглашённых ДНР и ЛНР.
Указом Президента Российской Федерации 14 марта 2017 года назначен начальником штаба Южного военного округа — первым заместителем командующего войсками Южного военного округа.
5 апреля 2019 года назначен начальником штаба — первым заместителем командующего войсками Центрального военного округа.
Указом Президента России от 8 декабря 2021 № 694 присвоено воинское звание генерал-полковник.
В июне 2022 года назначен командующим Воздушно-десантными войсками.
30 октября 2023 года назначен командующим группировкой войск «Днепр».

## Санкции
13 декабря 2022 года Теплинский попал под санкции Великобритании из-за участия во вторжении России на Украину и причастности к ракетным ударам по украинской гражданской инфраструктуре.
25 февраля 2023 года внесён в санкционный список всех стран Евросоюза:

Теплинский — командующий Воздушно-десантными войсками. Воздушно-десантные войска участвовали в агрессивной войне против Украины и находились непосредственно на месте расстрела жителей города Буча. Как командующий он несёт ответственность за действия своего подразделения.— «Официальный журнал Европейского союза», Брюссель, 25 февраля 2023 года
По аналогичным основаниям Михаил Теплинский находится под санкциями Швейцарии, Японии, Украины и Новой Зеландии.

## Семья
Женат. Воспитывает двух сыновей и дочь.

## Награды
- Герой Российской Федерации (01.03.1995),
- Орден Святого Георгия IV степени (2022)[16]
- Орден «За заслуги перед Отечеством» IV степени с мечами (2019),
- Орден Александра Невского (2024),
- Орден Кутузова (2016),
- Орден Мужества (2001),
- Орден Мужества (2024),
- Медаль ордена «За заслуги перед Отечеством» I степени с мечами,
- Медаль ордена «За заслуги перед Отечеством» II степени с мечами (2000),
- Медаль «За отвагу» (1993),
- Медали РФ.